# Greg Abate
Greg Abate (nacido el 31 de mayo de 1947)  es un saxofonista, flautista, compositor y arreglista de jazz estadounidense.

## Carrera
Creció en Woonsocket, Rhode Island. En quinto grado comenzó a tocar el clarinete. Después de la secundaria, asistió al Berklee College of Music en Boston.  Después de trabajar durante varios años en California, regresó a Berklee en 1972 para terminar su educación. Durante un segundo viaje a Los Ángeles fue contratado para tocar el saxofón alto en la banda de Ray Charles en 1973 y 1974.  
Poco después, Abate formó un sexteto llamado Channel One.  El único álbum del grupo, Without Boundaries, fue lanzado en 1980. Mientras vivía en Rhode Island, se convirtió en miembro de Sax Odyssey, dirigido por Tony Giorgianni, y de la Orquesta de Jazz de Duke Bellair. En 1986 fue contratado por Dick Johnson para tocar el saxofón tenor en la banda de Artie Shaw.   También ha aparecido con Jerome Richardson y Red Rodney.  Ha enseñado en Rhode Island College.
En abril de 2016, estuvo entre los ocho miembros del Salón de la Fama de la Música de Rhode Island. 

## Discografía
- Bop City: Live at Birdland (Candid, 1991)
- Straight Ahead (Candid, 1993)
- Dr Jeckyll & Mr Hyde (Candid, 1995)
- It's Christmas Time (Brownstone Recordings, 1995)
- Bop Lives! (1201 Music/Blue Chip Jazz, 1996)
- Happy Samba (Blue Chip, 1998)
- Evolution (1201 Music, 2002)
- Horace Is Here (Koko Jazz, 2005)
- Monsters in the Night (Koko Jazz, 2006)
- Horace Is Here: A Tribute to Horace Silver (Rhombus, 2011)
- The Greg Abate Quintet Featuring Phil Woods (Posi-Tone, 2012)
- Motif (Whaling City Sound, 2014)
- Kindred Spirits: Live at Chan's (Whaling City Sound, 2016)
- Road to Forever (Whaling City Sound, 2016)[7]
- Gratitude[8] (Whaling City Sound, 2019)